# Криничное (Кировский городской совет)
Криничное (укр. Криничне) — посёлок, относится к Кировскому городскому совету Луганской области Украины. Под контролем самопровозглашённой Луганской Народной Республики.

## География
Село расположено на реке Камышевахе. Соседние населённые пункты: город Стаханов (выше по течению Камышевахи) на юго-западе, посёлки Червоногвардейское, Яснодольск на юго-востоке; сёла Богдановка на востоке, Заречное, Червоный Лиман, Петровеньки на северо-востоке (все четыре ниже по течению Камышевахи); сёла Бердянка, Весняное на севере, посёлок Тавричанское и город Кировск на северо-западе.

## Население
Население по переписи 2001 года составляло 319 человек.

## Общая информация
Почтовый индекс — 93894. Телефонный код — 6446. Занимает площадь 0,456 км². Код КОАТУУ — 4411045701.

## Местный совет
93892, Луганская обл., Кировский городской совет, пгт. Червоногвардейское, ул. Бабушкина, 17